# Sobo-Katamuki-Quasi-Nationalpark
Der Sobo-Katamuki-Quasi-Nationalpark (japanisch 祖母傾国定公園 Sobo Katamuki Kokutei Kōen) ist einer von über 50 Quasi-Nationalparks im Norden von Kyūshū in Japan. Die Präfekturen Ōita und Miyazaki sind für die Verwaltung des Parks zuständig. Das Parkgebiet umfasst eine Fläche von ca. 270 km², davon 100,24 km² in Ōita. Mit der IUCN-Kategorie V ist das Parkgebiet als Geschützte Landschaft/Geschütztes Marines Gebiet klassifiziert. Im Park liegt auch der namensgebende 1756 m hohe Berg Sobo-san, der Mineralerze wie Kupfer, Zinn, Blei und Mangan, und zudem Bergkristalle beherbergt. Der Abbau der Mineralerze erfolgte von der Edo-Zeit bis zur Mitte der Shōwa-Zeit. Die Obira-Zinn-Mine war bis zur Einstellung des Betriebs 1954 eine bedeutende Rohstoffquelle in Japan.
Der Park ist zudem der Lebensraum des Japanischen Serau, der Japanmakaken, des Feuerliests und des Weißrückenspechts. Außerdem befinden sich mehrere heiße Quellen (Onsen) im Park.